# Wir (Lied)
Wir ist ein im Jahre 1966 veröffentlichter Titel des Sängers Freddy Quinn, dessen Inhalt gegen die Gammler und die aufkommende linke, vor allem von Studenten getragene Protestbewegung gerichtet war. Der Text, der vom österreichischen Autor und Komponisten Fritz Rotter geschrieben und von Lotar Olias vertont wurde, beginnt mit den Worten: „Wer will nicht mit Gammlern verwechselt werden? Wir!“ Er löste damit Diskussionen in der Zeit und im Spiegel aus.

## Text
Der Text ist eine Aneinanderreihung von Vorwürfen gegen die aufkeimende Protestbewegung der 1960er Jahre. Er wirft der Jugend, vor allem den Gammlern vor, sich gerade nicht um den Frieden auf Erden zu kümmern und stattdessen nur faul in der Gegend „herumzulungern“, „alte Kirchen zu beschmieren“, und als „lautstarke Meute“ zu „protestieren“ („bis nichts mehr da ist zum Protestieren?“) und Unruhe zu stiften. Vor allem ist der Text auch eine Rechtfertigung gegenüber den Vorwürfen der Protestbewegung der 1960er Jahre, die ihren Eltern vorwarf, das Nazi-Regime und den Krieg mitgetragen zu haben. Er hebt vor allem die konservativen Werte der Generation der Eltern hervor: Eifer, Strebsamkeit („Denn jemand muß da sein […] der lernt, der sich bildet, sein Pensum verrichtet, zum Aufbau der morgigen Welt“), Ehrfurcht und Dankbarkeit der Elterngeneration gegenüber („Und dankt noch denen, die uns geboren? Wir!“).

## Veröffentlichung und Resonanz

### Hintergrund und Veröffentlichung
Die Single wurde im Oktober 1966 bei Polydor als B-Seite der Single Eine Handvoll Reis veröffentlicht. Sie war in Deutschland ab 15. November 1966 zwölf Wochen in den Charts, zwei davon in den Top 10 und erreichte die Höchstplatzierung 6. In Österreich erreichte sie Platz 7 und war vier Wochen in den Charts.
1987 coverten Die Toten Hosen als Rote Rosen das Lied. 2000 war es Teil der pophistorischen Zusammenstellung Pop 2000.

### Kontext und Rezeption
Der Titel fiel 1966 in eine Zeit, in der einerseits bereits die Rolling Stones und die Beatles den deutschen Musikmarkt beherrschten, sich andererseits die Jugendkultur der Beatniks manifestierte, als „sprachlose Opposition“ (Dieter Baacke) gegenüber der Elterngeneration und Teil des in Europa aufflammenden Protests gegen den Vietnamkrieg. In der bürgerlichen und konservativen Gesellschaft und ihren Medien stießen die „Gammler“ mehrheitlich auf – zum Teil aggressive – Ablehnung.
Freddy Quinn galt als Gegenmodell dieser Subkultur, das ein Chefredakteur des Magazins Musikparade so definierte: „Sauber im Aussehen, sauber im Text und auch nicht gammlig in der Weltanschauung“.
Mit dem Titel auf der A-Seite der Single, Eine Handvoll Reis, positionierte sich Freddy Quinn in eine ähnliche politische Richtung, indem er sich recht unverblümt – ebenfalls in der „Wir“-Perspektive – mit der US-amerikanischen Kriegspolitik in Vietnamkrieg identifizierte, der „für Freiheit und Demokratie“ geführt werde. Ein Kommentator findet es zumindest „bemerkenswert“, dass Quinn auf der B-Seite den Einsatz für „Frieden auf Erden“ für sich reklamiert, sich mit dem Text auf der A-Seite jedoch irritierend kriegsaffin gab.
André Port le Roi bezeichnete in seiner Publikation Schlager lügen nicht den Text rückblickend als „trotzig, sperrig und unzeitgemäß und völlig verständnislos“ und zitierte Elmar Kraushaars Urteil, der den Titel „das Unverschämteste [nannte], das die deutsche Schlagergeschichte zu bieten hatte“.